# Nidorella aegyptiaca
Espèce
Nidorella aegyptiaca est une espèce de la famille des Asteraceae.

## Description
Espèce annuelle ou bisannuelle originaire d'Afrique. Son aire de répartition indigène s’étend de l’Afrique à l’Indochine. 

## Utilisation
Les feuilles sont consommées cuites avec de la viande et ont une forte odeur.

## Systématique
Le nom correct complet (avec auteur) de ce taxon est Nidorella aegyptiaca (L.) J.C.Manning & Goldblatt.
L'espèce a été initialement classée dans le genre Erigeron sous le basionyme Erigeron aegyptiacus L..
Nidorella aegyptiaca a pour synonymes :
- Baccharis aegyptiaca (L.) Desf., 1804
- Baccharis dioscoridis Bové
- Baccharis dioscoridis Bové ex DC., 1836
- Conyza aegyptiaca var. lineariloba (DC.) Hochr.
- Conyza aegyptiaca var. lineariloba (DC.) O.Hoffm., 1896
- Conyza aegyptiaca (L.) Aiton
- Conyza lineariloba DC.
- Conyza transvaalensis Bremek.
- Edemias aegyptiaca Raf.
- Erigeron aegyptiacus L.
- Erigeron gouanii Jacq.
- Erigeron hispidus DC.
- Erigeron serratus Forssk.
- Eschenbachia aegyptiaca (L.) Brouillet
- Eschenbachia globosa Moench
- Marsea aegyptiaca Hiern